# Horní Pěna
Horní Pěna (německy Oberbaumgarten) je obec v okrese Jindřichův Hradec v Jihočeském kraji. Leží šest kilometrů jihovýchodně od okresního města a jedenáct kilometrů severozápadně od Nové Bystřice, v Javořické pahorkatině Českomoravské vrchoviny v oblasti České Kanady. V obci žije 582 obyvatel.

## Historie

### Od založení do 18. století
Poprvé je obec připomínána v roce 1354 v popisu diecéze pražské jako Horní Pěnná. Název obce je odvozen od pěny, která se tvořila na místních lesních bystřinách z vody s rozpuštěnými minerály. Za vlády Lucemburků byla obec osídlena Němci od Pasova, německé obyvatelstvo zde poté převládalo více než dalších 500 let. Za dob husitské revoluce zde na statku přebýval Jan Žižka,[zdroj?] který později spolu se svou družinou vypálil nedalekou Novou Bystřici. Z Horní Pěny pocházel blahoslavený Bedřich Bachstein, představený františkánského kláštera v Praze, jeden ze čtrnácti pražských mučedníků; v roce 1611, v době vpádu pasovských žoldnéřů, byl se svými 13 druhy zavražděn pražskou chátrou. V období třicetileté války se Horní Pěnou prohnalo velké množství vojsk, které obec zpustošily. Ve druhé polovině 18. století navštívila obec rakouská císařovna Marie Terezie.

### Konflikty mezi Čechy a Němci (od poloviny 19. století do roku 1938)
V důsledku národnostního útlaku ze strany převažujícího německého obyvatelstva emigrovalo v letech 1854–1909 celkem 91 Čechů do USA. Vztahy mezi Čechy a Němci se v obci ještě více vyostřily po vzniku samostatné ČSR v roce 1918. Podle sčítání lidu z roku 1930 žilo v Horní Pěně 53 Čechů a 359 Němců, v Německém Malíkově (dnes Malíkově nad Nežárkou) 15 Čechů a 292 Němců. V obecním zastupitelstvu byli od roku 1926 zastoupeni již pouze Němci. V témže roce vznikla v obci německá tělocvičná jednota, která postupem času dávala čím dál tím více najevo svoji náklonnost k SdP. Baštou „radikálních Sudetských Němců“ v oblasti byla nedaleká obec Číměř, kterou dokonce jednou navštívil i předseda Sudetoněmecké strany Konrad Henlein. Místním Čechům bylo pod pohrůžkou ztráty zaměstnání v podstatě zakázáno účastnit se jakýchkoliv českých vlasteneckých podniků, organizovaných např. Národní Jednotou Pošumavskou. V roce 1938, po anšlusu Rakouska, již zdejší Němci pouze vyčkávali připojení k Říši. 23. září 1938 byla vyhlášena všeobecná mobilizace, kdy měli i místní Němci nastoupit do Československé armády. K tomu ale samozřejmě nedošlo, protože již 8. října 1938, krátce po podepsání Mnichovské dohody, dorazila do obce německá armáda, kterou všichni Němci srdečně vítali. Místní Češi byli poté z obce vystěhováni.

### Po roce 1945

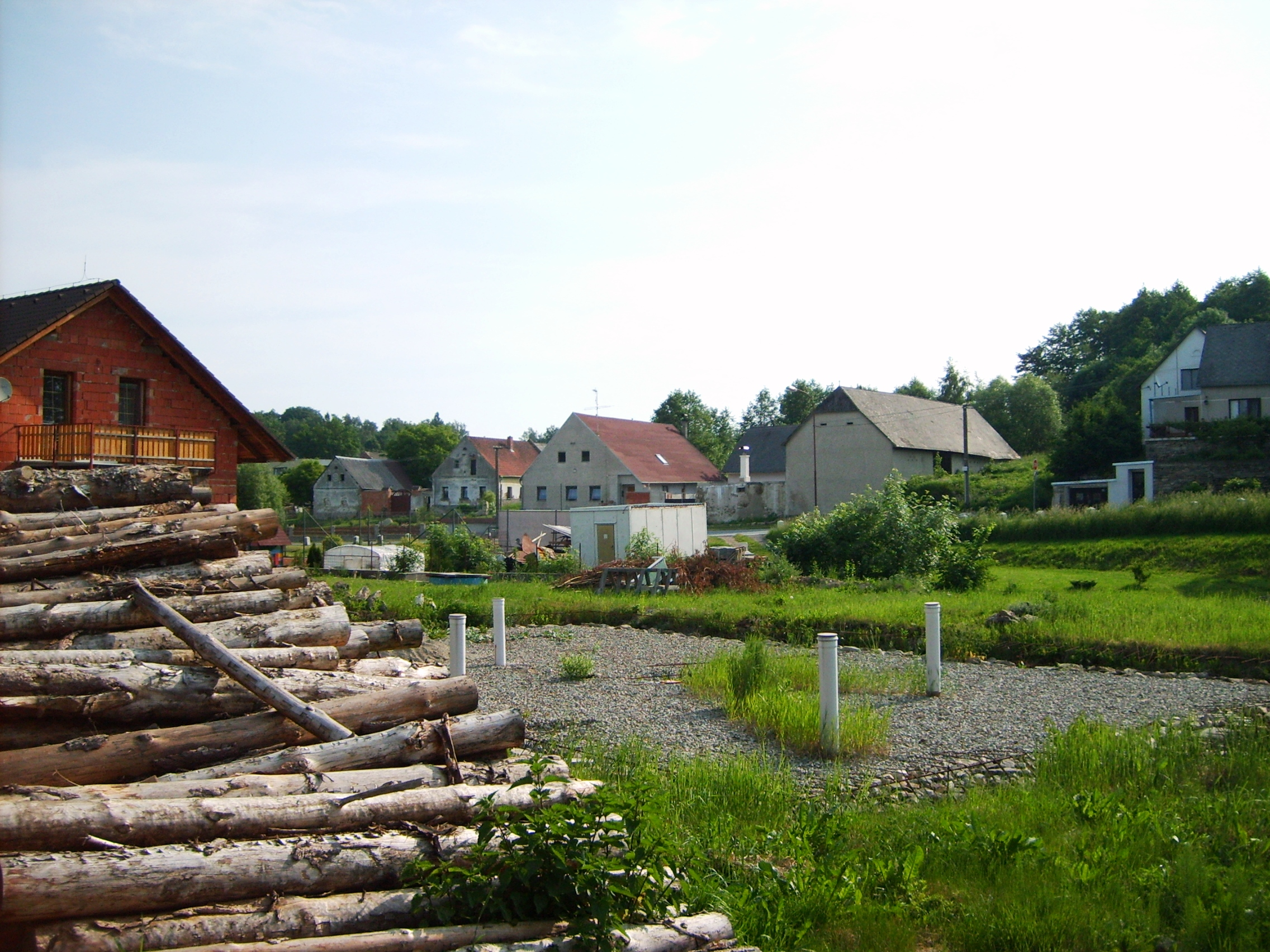
Dolní část obce (pod hrází)

V druhé světové válce padlo 28 německých obyvatel Horní Pěny. 9. května 1945 do obce dorazily oddíly Rudé armády směrem od Kačleh a Nové Bystřice. Němečtí obyvatelé vyvěsili bílé prapory a nekladli žádný odpor. Již 19. května 1945 byli do obce přizváni členové partyzánského oddílu „Jan Žižka“, aby provedli odsun Němců. Během prvního odsunu byla z obce vystěhována jen asi ⅓ německého obyvatelstva. Současně již probíhalo i dosídlování jak původními českými obyvateli obce, tak i novými rodinami z vnitrozemí. Koncem července 1945 probíhal druhý odsun, při kterém byla již vystěhována drtivá většina Němců, a tak v obci naprosto převládla česká národnost. Po válce byl v obci založen Místní národní výbor a četnická stanice (později služebna SNB, zrušená v roce 1958). Rozsáhlé opravy si vyžádala budova školy, značně poničená pobytem vojáků. Jinak byla většina domů v obci v relativně dobrém stavu. V roce 1947 byla provedena adaptace původního hostince na kulturní dům. Po únoru 1948 se Horní Pěna "pyšnila" tím, že zde bylo již v roce 1949 založeno 1. JZD na území okresu Jindřichův Hradec. V padesátých letech probíhal rozvoj družstva výstavbou a přestavbami hospodářských staveb. S novou ústavou v roce 1960 bylo zároveň provedeno sloučení MNV Horní Pěna, Dolní Pěna a Malíkov do jednoho MNV se sídlem v Horní Pěně. Od roku 1961 bylo sloučeno i malíkovské a obě pěněnská JZD. Od šedesátých let byla ve větší míře realizována nová výstavba v obci (zejm. tzv. „bytovky“) – mezi roky 1962–1984 bylo postaveno nových 20 domů. V roce 1968 byla otevřena nová budova hotelu, dnes penzion Racek. V letech 1970–1972 byla Horní Pěna připojena na hradecký městský vodovod. Kvůli nedostatku místa v tehdejší budově mateřské školy byla v letech 1973–1978 vystavěna v akci „Z“ budova nová. V roce 1980 byla otevřena nová prodejna Jednoty, která byla rovněž postavena v akci „Z“. V letech 1980–1981 byla také provedena přestavba kulturního domu. V roce 1985 byla v pořadu ČST Maják vysílána reportáž o pomocnících Pohraniční stráže z Horní Pěny. Po pádu režimu v roce 1989 začalo také mnoho občanů z Horní Pěny podnikat, a to jak v turistickém ruchu, tak i v zemědělství nebo drobném průmyslu. Ke dni prvních svobodných voleb do obecních zastupitelstev, 24. listopadu 1990, se opět osamostatnila obec Dolní Pěna.

## Obyvatelstvo
| Rok            | 1869  | 1880 | 1890 | 1900 | 1910 | 1921 | 1930 | 1950 | 1961 | 1970 | 1980 | 1991 | 2001 | 2011 | 2021 |
| -------------- | ----- | ---- | ---- | ---- | ---- | ---- | ---- | ---- | ---- | ---- | ---- | ---- | ---- | ---- | ---- |
| Počet obyvatel | 1 034 | 997  | 941  | 848  | 836  | 782  | 720  | 614  | 608  | 534  | 508  | 456  | 474  | 568  | 545  |
| Počet domů     | 169   | 173  | 163  | 144  | 145  | 145  | 154  | 144  | 125  | 122  | 117  | 139  | 179  | 205  | 218  |

## Obecní správa

### Části obce
Obec Horní Pěna se skládá ze dvou částí na dvou stejnojmenných katastrálních územích:
- Horní Pěna
- Malíkov nad Nežárkou

### Obecní symboly
Znak a vlajka byly obci uděleny rozhodnutím předsedy Poslanecké sněmovny Parlamentu České republiky dne 13. května 2003.

## Doprava
Obcí prochází významná silnice II/128 s mezinárodním provozem, která spojuje Horní Pěnu s Jindřichovým Hradcem a Novou Bystřicí. Katastrem nevede žádná železniční trať, nejbližší železniční stanice je v Jindřichově Hradci (zhruba sedm kilometrů), asi šest kilometrů je to na zastávku Blažejov na úzkokolejce z Jindřichova Hradce do Nové Bystřice.

### Silniční
Silnice II/128 vede z Čáslavska (okres Pelhřimov), přes Pacov a Jindřichův Hradec do Nové Bystřice, na hranice s Rakouskem (přechod N.Bystřice/Grametten). Doprava na této komunikaci, která prochází východní částí obce, je relativně hustá. Obcí tak denně projíždí velké množství kamionů. Dále z Horní Pěny vychází několik silnic III. třídy směrem na Malíkov nad Nežárkou, Dolní Pěnu a Kačlehy.

### Autobusy

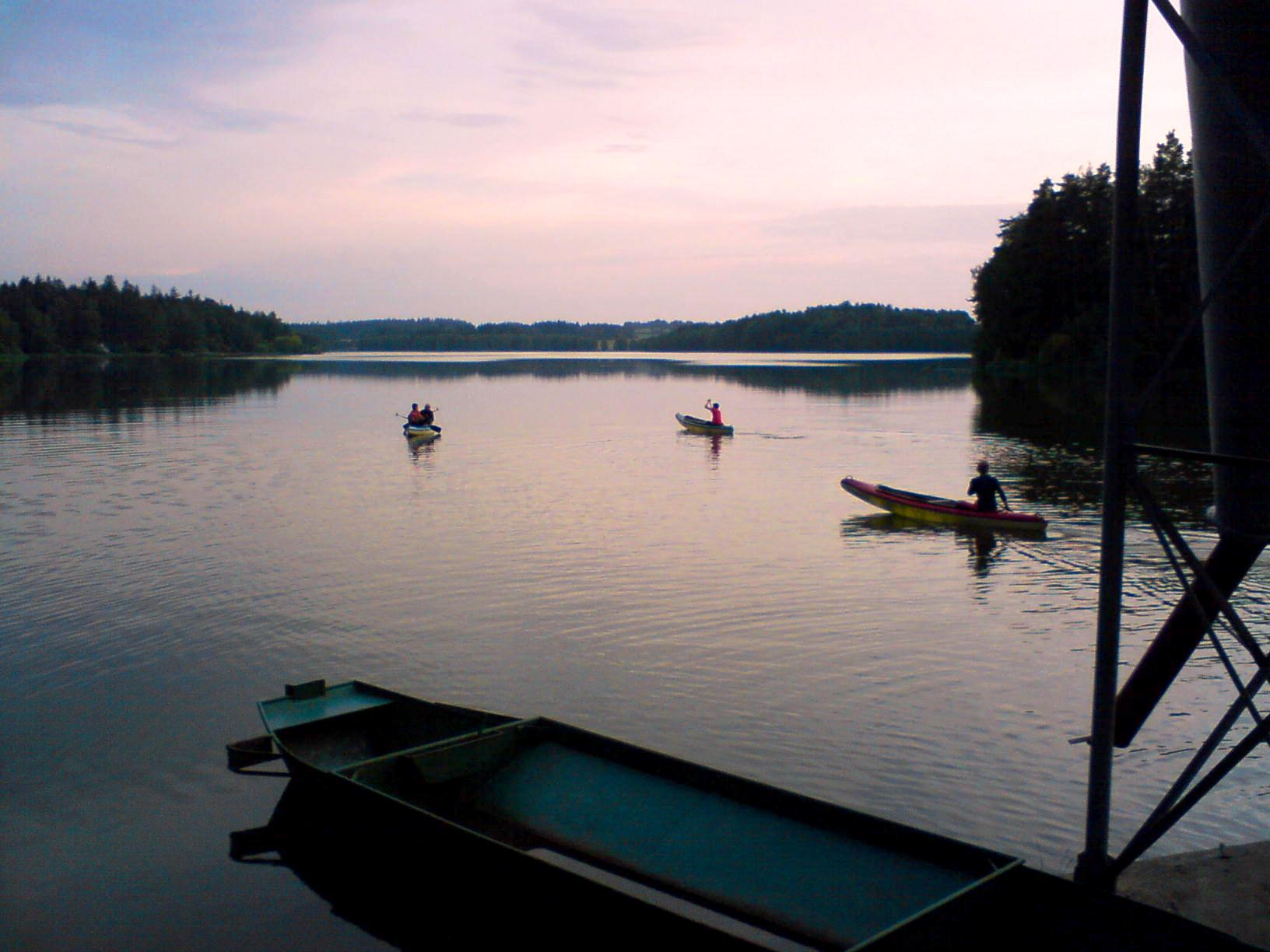
Pěněnský rybník

Horní Pěnou projíždějí dvě autobusové linky provozované společností ČSAD Jindřichův Hradec (člen skupiny ICOM transport). Frekventovanější je linka 340030 z Jindřichova Hradce přes Novou Bystřici do Slavonic, která má v pracovní den zhruba deset párů spojů (v úseku do Nové Bystřice). Až do Slavonic pokračují pouze vybrané spoje. Interval na lince je v pracovní den 1–2 hodiny. Ve školní rok jezdí dokonce i několik přímých autobusů pouze v úseku Jindřichův Hradec - Horní Pěna, které posilují velmi vytížené ranní a odpolední spoje.
Podstatně méně frekventovaná je okružní linka 340170 z Jindřichova Hradce přes Horní Pěnu a Kačlehy zpět do Jindřichova Hradce. Linka má pouze jeden pár spojů v pracovní den a slouží zejména obyvatelům nedaleké obce Kačlehy.
Pouze v letní sezoně jezdí ještě navíc linka 320025 dopravce ČSAD Jihotrans z Českých Budějovic přes Třeboň, Jindřichův Hradec, Novou Bystřici a Landštejn do Slavonic. Linka s jedním párem spojů (ráno do Slavonic a v podvečer zpět) slouží zejména turistům, je na ní zajištěna i přeprava jízdních kol.

## Společnost

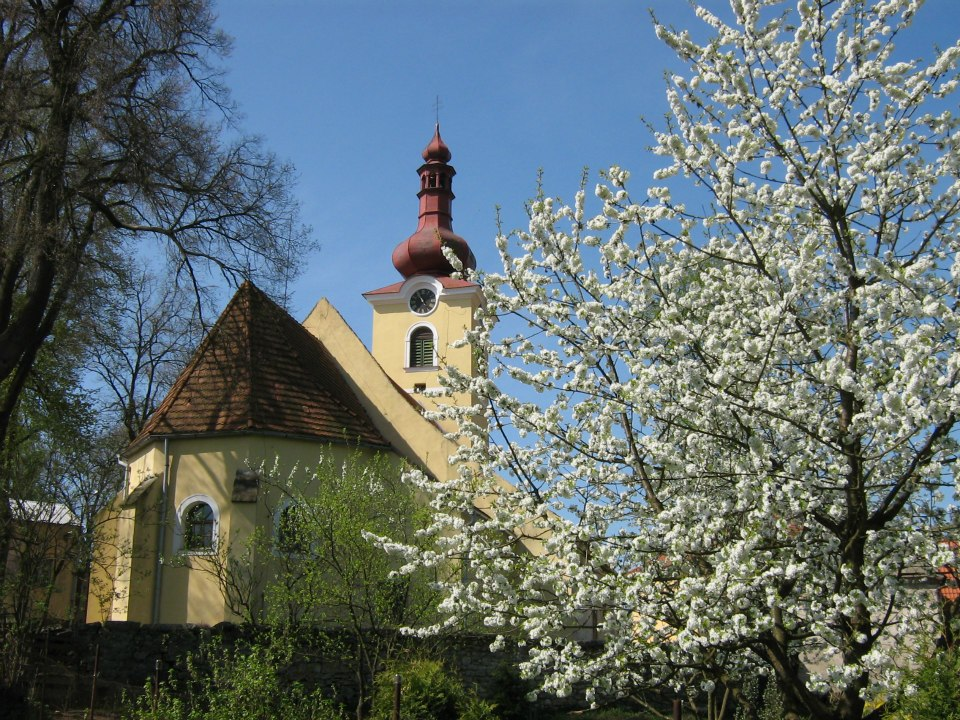
Kostel svatého Michaela v Horní Pěně

### Občanská vybavenost
V obci se nachází prodejna smíšeného zboží SD COOP JEDNOTA, pobočka České pošty, s.p., obecní mateřská škola, jejímž zřizovatelem je obec. Zaveden je vodovod, ve výstavbě je splašková kanalizace a ČOV. Obec je plynofikována. K lékaři obyvatelé dojíždějí do Jindřichova Hradce.

### Turistický ruch
Horní Pěna se nachází v krajině značně atraktivní pro turisty. Dominantou obce je soukromý rybochovný Pěněnský rybník (75 hektarů), zvaný také Dřevo, řadící se mezi nejstarší rybníky na Hradecku (nejstarší spolehlivě dochovaná zmínka o rybníku je z roku 1437). Ubytování v Horní Pěně je možné v soukromém penzionu Racek, v Malíkově nad Nežárkou pak v soukromém penzionu Malíkovský dvůr. Rovněž je možné využít privátního ubytování v obou obcích. Podél levého břehu Pěněnského rybníka se nachází velké množství soukromých rekreačních chat, z nichž některé nabízejí také ubytování. Okolí Horní Pěny je velmi vhodné pro pěší turistiku i cykloturistiku. Cyklisté přivítají lesní asfaltové cesty směrem na Novou Bystřici a k nejsevernějšímu bodu Rakouska. Možnosti výletů jsou velmi široké - směrem na Jindřichův Hradec, ke Staňkovskému rybníku, k Rakousku nebo k trati úzkokolejky.

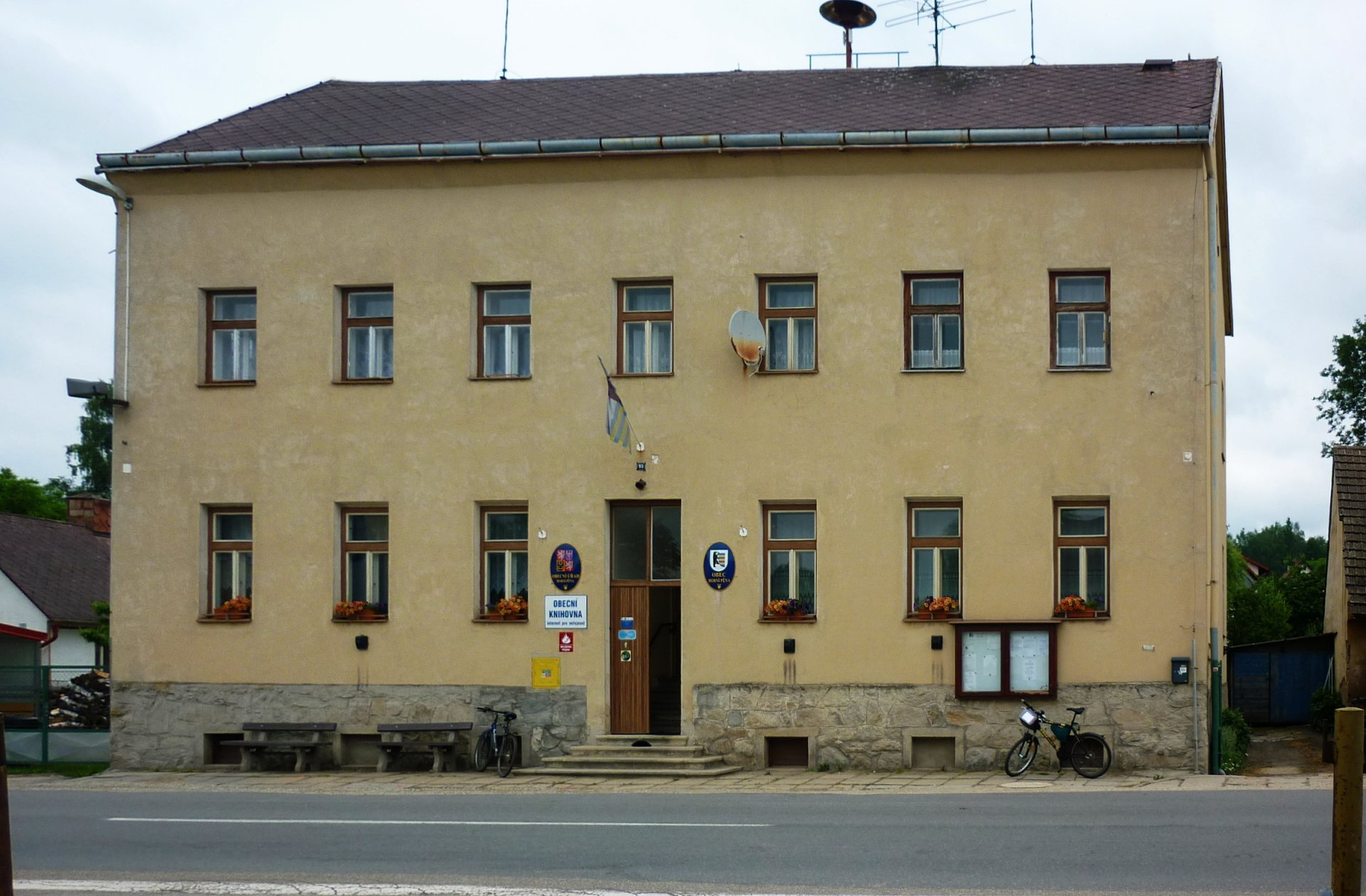
Budova obecního úřadu

### Kultura
V Horní Pěně fungují čtyři spolky: Sportovní klub Horní Pěna, Sbor dobrovolných hasičů, Divadelní soubor Jirásek a Myslivecké sdružení. K různým kulturním a společenským akcím slouží sál a společenská místnost kulturního domu.

## Pamětihodnosti
- Kostel svatého Michaela archanděla
- Socha Panny Marie
- Budova bývalé fary
- Marianský sloup

## Rodáci
- Walter Glaser (1906–1960), fyzik, vysokoškolský učitel
- Wulf Oesterreicher (1942–2015), německý lingvista a romanista